# フィアレス級揚陸艦
フィアレス級強襲艦（英語: Fearless-class assault ships）は、イギリス海軍が運用していたドック型輸送揚陸艦（LPD）の艦級。

## 設計
公式にはあえて認められていないが、実質的には、アメリカ海軍のローリー級ドック型輸送揚陸艦の縮小版である。蒸気タービン機関を採用しており、ボイラーの蒸気性状は圧力550 lbf/in2 (39 kgf/cm2)、温度454℃であった。
揚陸部隊400名（短期間であれば700名）を乗艦させることができる。また車両甲板は戦車甲板と軽車両甲板に分けられており、合計で、戦車15両とトラック27両を搭載できた。上陸用舟艇としては、ダビットにLCVP Mk.2型車両人員揚陸艇（人員35名または半トントラック1両搭載可能）4隻を、またウェルドックにはLCM(9)型機動揚陸艇（チーフテン戦車2両搭載可能）4隻を搭載できた。なお艦尾甲板はヘリコプター甲板とされており、4〜6機のヘリコプターを運用できるが、ハンガーは設けられていない。
なお、兵装としては当初は諸元表の通りの装備を搭載していたが、1980年代に、シーキャット発射機のうち艦後方に搭載されていた2基は撤去され、「フィアレス」ではファランクス 20mmCIWSに換装されたほか、GAM-B01 20mm単装機銃も追加装備された。また同艦ではNAUTIS-L指揮統制システムも搭載した。「イントレピッド」も同様の改修を検討したものの、状態が悪かったために断念され、かわって75口径30mm連装機銃が搭載された。

## 配備
1976年、国防予算削減を受けて、「フィアレス」は練習艦に、また「イントレピッド」は予備役編入とされた。「イントレピッド」は、1979年から1981年にかけて、「フィアレス」が近代化改修を行った際には一時的に現役復帰したものの、その後は再度予備役編入され、アルゼンチンへの売却も取り沙汰されていた。しかしフォークランド紛争を受けて緊急で現役復帰することになった。「フィアレス」は4月6日に、また「イントレピッド」は同26日に、海兵隊第3コマンドー旅団を乗艦させて出撃している。
| #    | 艦名                        | 建造所                               | 起工            | 進水            | 就役            | 退役           | 備考                                  |
| ---- | --------------------------- | ------------------------------------ | --------------- | --------------- | --------------- | -------------- | ------------------------------------- |
| L 10 | フィアレス HMS Fearless     | ハーランド・アンド・ウルフ           | 1962年 7月25日  | 1963年 12月19日 | 1965年 11月25日 | 2002年 3月18日 | 2008年、ベルギーのヘント港で解体      |
| L 11 | イントレピッド HMS Intrepid | ジョン・ブラウン・アンド・カンパニー | 1962年 12月19日 | 1964年 6月25日  | 1967年 3月11日  | 1999年 8月31日 | 2008年9月、解体のためリバプールへ曳航 |